# Saint-Vincent-de-Barrès
Saint-Vincent-de-Barrès ist eine französische Gemeinde mit 827 Einwohnern (Stand: 1. Januar 2022) im Département Ardèche und der Region Auvergne-Rhône-Alpes. Die Gemeinde gehört zum Arrondissement Privas und zum Kanton Le Pouzin. Die Einwohner werden Barrésiens genannt.

## Geografie
Saint-Vincent-de-Barrès liegt auf der westlichen Talseite der Rhône, etwa elf Kilometer nordnordwestlich von Montélimar. Umgeben wird Saint-Vincent-de-Barrès von den Nachbargemeinden Saint-Lager-Bressac im Norden, Cruas im Osten, Meysse im Südosten und Süden, Saint-Martin-sur-Lavezon im Südwesten und Westen sowie Saint-Bauzile im Westen und Nordwesten.

## Bevölkerungsentwicklung
| Jahr                       | 1962 | 1968 | 1975 | 1982 | 1990 | 1999 | 2006 | 2019 |
| -------------------------- | ---- | ---- | ---- | ---- | ---- | ---- | ---- | ---- |
| Einwohner                  | 393  | 360  | 314  | 330  | 524  | 605  | 749  | 837  |
| Quellen: Cassini und INSEE |      |      |      |      |      |      |      |      |

## Sehenswürdigkeiten
- Befestigtes Dorf und mittelalterliche Straßen, die von der Festung aus dem 12. Jahrhundert dominiert werden
- Kirche aus dem 11. Jahrhundert
- Burg mit einem Donjon (Sitz der Gemeindeverwaltung)
- Chateau d’Aleyrac, ein Herrenhaus aus dem 13. Jahrhundert

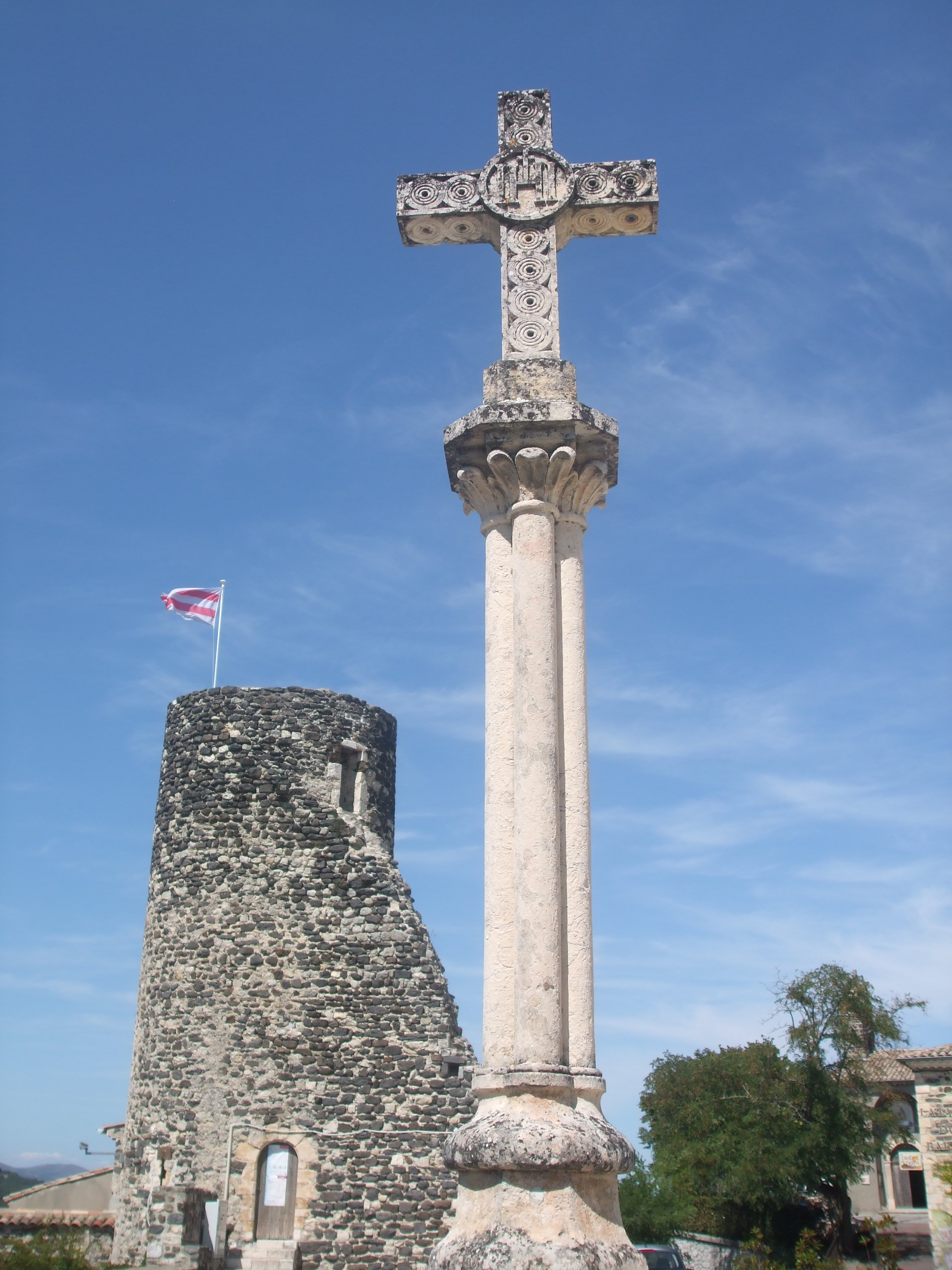
Monumentalkreuz vor der Burg

- Römische Abwasserleitung